# IC 2407
IC 2407 — галактика типу Sbc (компактна витягнута спіральна галактика) у сузір'ї Рак. Відкрита Максом Вольфом 13 січня 1901 року.
Цей об'єкт міститься в оригінальній редакції індексного каталогу.